# 구 철원 제2금융조합 건물 터
구 철원 제2금융조합 건물 터(舊 鐵原 第二金融組合 建物 터)는 대한민국 강원특별자치도 철원군 철원읍 외촌리에 있는, 한국전쟁 시 폐허가 된 유적지로 일제강점기 당시 사용된 콘크리트 블록이 남아 있는 등 건축 재료사적으로 귀중한 유적지이다. 2004년 12월 31일 대한민국의 국가등록문화재 제137호로 지정되었다.

## 개요
한국전쟁 시 폐허가 된 유적지로 일제강점기 당시 사용된 콘크리트 블록이 남아 있는 등 건축 재료사적으로 귀중한 유적지이다.
백마고지역 인근에 위치해 있다.

## 현지 안내문

### 한글 설명
구철원 제2금융 조합 건물터
舊鐵原 第2金融 組合 建物 터
국가등록문화재 제137호
구철원 제2금융 조합 건물터는 한국 전쟁으로 인하여 폐허가 된 유적지이다. 1936년 당시 구철원 시가지에는 식산 은행 철원 지점을 비롯하여 동주 금융 조합, 철원 금융 조합, 철원 제2 금융 조합 등 4개의 금융 기관이 있었다. 전쟁으로 인해 사라진 도시 철원의 참상이 그대로 남아 있어 전쟁 유적으로서 의의가 있다.
당시 조합의 운영 규모는 작았으나 금고(金庫)는 철원 금융 조합이 78만 원, 제2 금융 조합이 50만 원이었으며 대출금은 거의 같은 33만 원, 34만 원이었던 것을 볼 때 금융 업무가 활발히 이루어졌음을 알 수 있다.
그러나 한국 전쟁으로 건물의 상당 부분이 파손되었으며 남아 있는 건물 잔해는 금고로 추정된다. 건축 시 사용된 콘크리트 블록이 일부 남아 있어 당시의 건축 재료와 수법을 파악할 수 있는 중요한 자료이다.

### 영문 설명
Site of the Former Building of the Second Financial Association of Cheorwon
National Registered Cultural Heritage No. 137
This is the site of the office building of the Second Financial Association of Cheorwon, which operated during the Japanese colonial period (1910-1945). The old downtown of Cheorwon was once an economically flourishing area with four financial institutions.
Although the building was almost completed destroyed during the Korean War (1950-1953), the remaining concrete ruins, probably of its bank vault, contain important clues about the building materials and techniques used for the construction of the original building.
This site is regarded as evidence of the Cheorwon area’s past prosperity and its destruction during the war. For these reasons, it was listed as National Registered Cultural Heritage No. 137 in 2004.

## 같이 보기
- 철원근대문화유적센터

## 참고 자료
- 구 철원 제2금융조합 건물 터 - 국가유산청 국가유산포털